# ردبی (آلاباما)
ردبی (به انگلیسی: Red Bay) یک شهر در ایالات متحده آمریکا است که در شهرستان فرانکلین، آلاباما واقع شده‌است. ردبی ۲۵٫۴۹ کیلومتر مربع مساحت و ۳٬۱۵۸ نفر جمعیت دارد و ۱۹۶ متر بالاتر از سطح دریا واقع شده‌است.